# Colle Clapier
Il Colle Clapier (2.491 m s.l.m.) è un valico alpino situato nelle Alpi Cozie lungo la linea di confine tra l'Italia e la Francia.
Si trova a sud del colle del Moncenisio e a nord della Rocca d'Ambin e congiunge il comune di Giaglione (nei pressi della città di Susa) con il comune francese di Bramans.

## Accesso
Dal versante italiano il colle è raggiungibile partendo dal comune di Giaglione e salendo per sentiero in tutta la sua lunghezza la Val Clarea. Dal versante francese si parte dal colle del Piccolo Moncenisio, si sale per sentiero la Valle Savine e si costeggia il lago Savine.

## Archeologia
Il Colle Clapier è ritenuto con forti probabilità il passo utilizzato da Annibale per attraversare le Alpi nella sua marcia verso l'Italia. Le descrizioni riportate in Polibio e in Tito Livio ben si adattano alle caratteristiche geografiche e morfologiche di questo passo.
Secondo quanto riporta Polibio Annibale, una volta arrivato sul passo, avrebbe tenuto il suo famoso discorso alle truppe per rincuorarle dopo le immani fatiche superate. E nel discorso avrebbe indicato la pianura del Po che sarebbe stata visibile dal passo, così come effettivamente è il caso al Colle Clapier.
Tito Livio racconta un episodio secondo il quale, nella discesa del versante italiano, per superare un ostacolo si sarebbe reso necessario tagliare la roccia. Questo venne eseguito accendendo grandi pire di fuoco per riscaldarla e quindi raffreddarla bruscamente gettandovi sopra la razione di vino dell'esercito in modo da renderla friabile, per poi attaccarla con picconi. Uno studio di fisici canadesi ha analizzato rocce provenienti dal lato italiano del colle Clapier proprio sotto il punto più alto, e presentanti segni di bruciature, e ha trovato che sarebbero dovute a fuoco da legna da ardere. I passi alpini sarebbero stati scavati con mezzi simili in periodi storici più recenti. Ma normalmente si utilizzavano idrocarburi e non legna da ardere.
Il Colle è stato oggetto di studio archeologico da parte della californiana Stanford University: vedere Hannibal in the Alps: Stanford Alpine Archaeology Project 1994-2006